# Anolis agueroi
Anolis agueroi är en ödleart som beskrevs av  Diaz NAVARRO och GARRIDO 1998. Anolis agueroi ingår i släktet anolisar, och familjen Polychrotidae. Inga underarter finns listade i Catalogue of Life.